# 民族共产主义
民族共产主义是指不同国家的领导人通过实施马克思列宁主义和社会主义的各种形式，利用民族主义或民族认同的各个层面来形成独立于无产阶级国际主义的政策。民族共产主义被用来描述那些试图根据独特的民族特点和民族情况以形成独特的共产主义变体的运动和政府，而不是遵循其他社会主义国家（如苏联）制定的政策。在每个独立国家、帝国或属地，阶级和民族之间的关系都有其特殊性。
那些试图推行独立的外交和国内政策，与苏联的利益相冲突的共产党被描述为“国家共产主义”的例子，然而这种形式的国家共产主义与接受民族主义言论的共产党（或共产主义运动）不同。这方面的例子包括约瑟普·布罗兹·铁托和他带领的南斯拉夫社会主义联邦共和国，纳吉·伊姆雷的反苏进步社会主义，亚历山大·杜布切克的带有人性面孔的社会主义，以及卡达尔·亚诺什的古拉什共产主义。
那些试图通过将共产主义或社会主义理想与民族主义相结合来遵循自己的共产主义变体的共产党被描述为“民族共产主义”。这些政党包括尼古拉·齐奥塞斯库领导的罗马尼亚社会主义共和国、波尔布特领导的民主柬埔寨和主体思想领导的朝鲜民主主义人民共和国。
卡尔·马克思和弗里德里希·恩格斯所设想的共产主义是非常国际主义的，因为无产阶级国际主义被期望将阶级冲突置于民族主义之前，作为工人阶级的优先事项。民族主义通常被视为资产阶级用来分裂和统治无产阶级的工具（资产阶级民族主义），防止他们团结起来反对统治阶级。从19世纪末到20世纪20年代，国际共产主义的影响非常大，而之后从一国社会主义开始，发展到冷战和不结盟运动，使民族共产主义成为更大的政治现实。

## 《共产党宣言》（1848年）
在19世纪40年代，“共产主义者”这个词开始被普遍使用，用来描述那些把法国大革命时期雅各宾俱乐部的左翼作为他们的意识形态先祖的人。1847年，共产主义者同盟在伦敦成立。同盟请求卡尔·马克思和弗里德里希·恩格斯起草《共产党宣言》，其被同盟通过并在1848年出版。《共产党宣言》发表了包括如何在国家内执行宣言纲领的一些观点。其在序言指出，《共产党宣言》产生于来自不同欧洲国家的人，发表他们共同的观点、目标和倾向。第一章就其讨论了资产阶级的崛起如何导致了全球化和国家地位的问题：
取而代之的是由本国生产满足的旧需求，我们发现新的需求，需要遥远的土地和气候的产品来满足它们。取代过去的地方和国家的封闭和自给自足，我们有各个方向的交往，各国之间的普遍相互依赖。
正如它使国家依赖于城镇一样，它也使野蛮和半野蛮国家依赖于文明国家，农民国家依赖于资产阶级国家，东方依赖于西方。......虽然在实质上不是，但在形式上，无产阶级与资产阶级的斗争，首先是一场民族斗争。当然，每个国家的无产阶级都必须首先与自己的资产阶级解决问题。
马克西姆·罗丁森在《马克思主义与穆斯林世界》中写道：
古典马克思主义一度忠实于马克思本人，假定社会主义国家不可能是帝国主义。但没有提供证据来支持这一论点。
罗曼·罗兹多尔斯基认为：
“当《宣言》说工人‘没有国家’时，这是指资产阶级民族国家，而不是指民族意义上的国籍。工人‘没有国家’，因为按照马克思和恩格斯的说法，他们必须把资产阶级民族国家视为压迫他们的机器，在他们取得政权之后，他们同样在政治意义上‘没有国家’，因为独立的社会主义民族国家只是通往未来无阶级和无国家社会的过渡阶段，因为这样的社会的建设只可能在国际范围内进行。”

## 之后的使用
米洛万·吉拉斯在他的《新阶级》（1957年）中推广了“民族共产主义”一词：“没有任何一种共产主义形式......是以任何其他方式存在的，除了民族共产主义。为了维持自己，它必须成为民族的”。在这几年前，前共产主义者罗易指出“亚洲的共产主义本质上是涂成红色的民族主义”。荷兰左翼共产主义者安东尼·潘涅库克和俄罗斯君主主义者尼古拉·乌斯特里亚洛夫和瓦西里·舒尔金在1920年指出，俄罗斯人首先将共产主义“民族化”。他们因此提出布尔什维克在结构和意识形态方面与所有其他欧洲社会民主党的不同之处，并提出弗拉基米尔·列宁的布尔什维克党（由俄国社会民主工党的左翼组成）可以被视为第一个民族共产党。1918年3月，列宁将他的党更名为俄罗斯共产党。
少数法国法西斯分子，如政治家皮埃尔·克莱门蒂，采用了“民族共产主义”这个词。存在于1934年—1944年的法国国家共产党，拥护“国家共产主义”纲领，因其与法西斯主义的相似性而受到关注，并流行种族反犹太主义。该组织还因其支持泛欧民族主义和附庸主义的鼓动而闻名，在纳粹德国和瓦隆大区之间保持着联系。后来，该党从其名称中删除了“民族-共产主义”，将自己更名为“法国民族-集体主义党”。